# 시스테마
시스테마(영어: Systema(러시아어: Система)는 소련 스페츠나츠가 처음 사용하기 시작했던 무술이자, 현 러시아 스페츠나츠가 사용하고 있는 현대 군용 격투기이다. 10세기경 러시아 코사크 기병대 전통무술을 토대로 만들어진 미하일 랴브코 계열과 러시아 삼보 (무술)에서
분파한 SAMOZ(호신술) 창시자였던 빅토르 스피리도노프에게 SAMOZ를 배우고 물리학을 접목 시켜서 탄생한 알렉세이 카도치니코프 계열이 있으며, 두 계열이 민간에게 공개해서 전세계 시스테마 수련자, 도장/체육관이 많이 생기고,
랴브코 계열과 카도치니코프 계열에서 분파한 시스테마 단체들이 생겨났다.
훈련에는 손 전투, 격투, 칼 전투 및 총기 훈련이 포함되나 이에 국한되지 않는다. 훈련은 육체적 훈련과 스파링을 포함한다. 시스테마에서는 신체가 지구력, 유연성, 힘들이지 않은 움직임 및 폭발 가능성으로 가득 차있는 긴장이 없어야 한다. "정신"또는 심리적 상태는 분노, 자극, 두려움, 자기 연민, 망상, 자존심이 없어 평온해야 한다.
한국은 2006년 네이버카페 시스테마 코리아(Systema KOREA) "http://www.systemakorea.com"의 운영자인 David Kim씨에 의해 한국 최초로 도입이 되었고 모스크바 본부의 시스테마의 창시자인 미하일 랴브코(Mikhail Rybko)의 지시로 시스테마의 소개와 보급을 위하여 2008년 한국에 네이버카페 시스테마 코리아(Systema KOREA) "http://www.systemakorea.com"를 개설하였고 현재도 트레이닝 중이다. 네이버카페 시스테마코리아(Systema KOREA) "http://www.systemakorea.com"는 현재 3명의 인스트럭터(지도자)와 4명의 인스트럭터 인 트레이닝(IiT, 강사)과, 7000명이 넘는 회원을 보유하고 있고, 서울, 경남, 대전 등에서 트레이닝을 하고 있다. 대표 인스트럭터(지도자)인 김용성씨는 한국 최초이자 유일하게 모스크바의 미하일 랴브코(Mikhail Rybko) 창시자와 토론토 본부의 블라디미르 바실리에프(Vladimir Vasiliev) 마스터 양측으로부터 모두 인스트럭터 및 공식지부 자격을 수여받고 유일한 한국의 공식 지부인 시스테마 코리아(Systema KOREA) "http://www.systemakorea.com"를 운영하고 있다.
국내에서의 공식 시스테마 트레이닝은 시스테마 한국지부인 시스테마 코리아(Systema KOREA) "http://www.systemakorea.com"으로 문의하면 된다.

공식 한국지부의 확인은 미하일 랴브코(Mikhail Rybko)의 러시아 본부 홈페이지 "http://www.systemaryabko.com/en/locations/37214f42b10f88e99533170168/8390516c3565840fc356233408"과 블라디미르 바실리에프(Vladimir Vasiliev)의 토론토 본부 홈페이지 "http://www.russianmartialart.com/schoollocator.php?loc=int&osCsid=346a2f10aeded215082846aa86184c6b"에서 확인할 수 있다.